# Dolichoderus sibiricus
Dolichoderus sibiricus é uma espécie de formiga do gênero Dolichoderus.